# Ferdinand Zenker

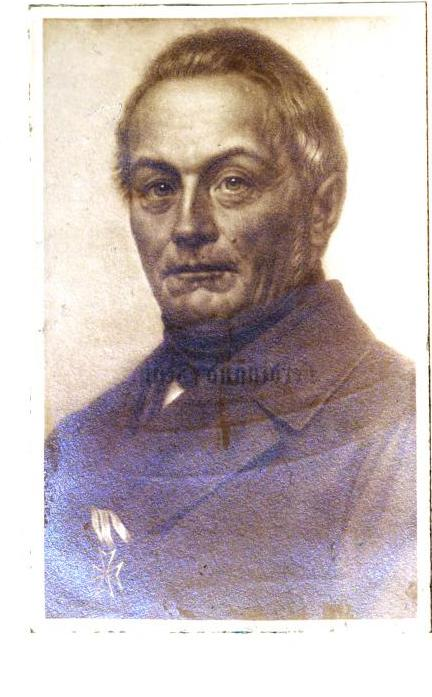
Ferdinand Zenker

Ferdinand Zenker (* 17. Februar 1792 in Berlin; † März 1864 in Brunow) war ein deutscher Kämpfer in den Befreiungskriegen, Landwirt und Gutsbesitzer.

## Leben
Ferdinand Zenker war ein Sohn des Professors der Chirurgie zu Berlin Johann Gottlieb Zenker (1759–1807). Sein Onkel war der Geheime Kriegsrat Johann Gottlob Friedrich Zenker. Ernst Ludwig Heim war oft Gast in seinem Elternhaus. Nach Unterricht zu Hause besuchte er das Gymnasium zum Grauen Kloster bis 1810.
Er entschied sich für die Landwirtschaft. Seine ersten Stellen fand er beim Amtsrat Cochius in Dreetz und als zweiter Inspektor auf einem Gut im Amt Lützow. 
Anfang März 1813 schloss er sich in Breslau dem Lützowschen Freikorps an und wurde darin erst Oberjäger (Unteroffizier) und dann Wachtmeister. Am 26. August 1813 war er im Forst Rosenow bei Lützow Zeuge der tödlichen Verwundung von Theodor Körner. Für seinen Einsatz in der Schlacht an der Göhrde am 16. September 1813 erhielt er das Eiserne Kreuz 2. Klasse. Nach der Überleitung des Freikorps in die Preußische Armee diente er im 6. Ulanen-Regiment, wo er zum Leutnant befördert wurde. 
Nach der Rückkehr des Regiments aus Belgien nahm er seinen Abschied und fand eine Anstellung beim Amtsrat Donner in Berge als Gutsinspektor.
1823 kaufte er das Rittergut Brunow. Er baute das Gut zu einem Musterbetrieb aus, legte Versuchsfelder an, experimentierte mit verschiedenen Landmaschinen und erbaute eine Brennerei.
Als 1839 die Kirche ausbrannte, ließ er sie als Kirchenpatron nach einem Plan von Landbaumeister Neubarth in Wriezen neu errichten.
Im September 1839 nahm er an der Versammlung deutscher Land- und Forstwirte in Potsdam teil und stellte einen von ihm entwickelten Pflug vor.
Julius Theodor Christian Ratzeburg empfahl in seiner Schrift Die Naturwissenschaften als Gegenstand des Unterrichts 1849 Zenkers Betrieb als Ziel land- und forstwirtschaftlicher Lehr-Exkursionen.
Im Dezember 1863 fertigte Zenker für Friedrich Christoph Förster einen Bericht über die Umstände des Todes von Theodor Körner. Dies ist neben denen von Anton Probsthan und Fritz Helfritz einer der drei von Emil Peschel als authentisch erachteten Berichte zu Körners Tod.

## Grabstätte

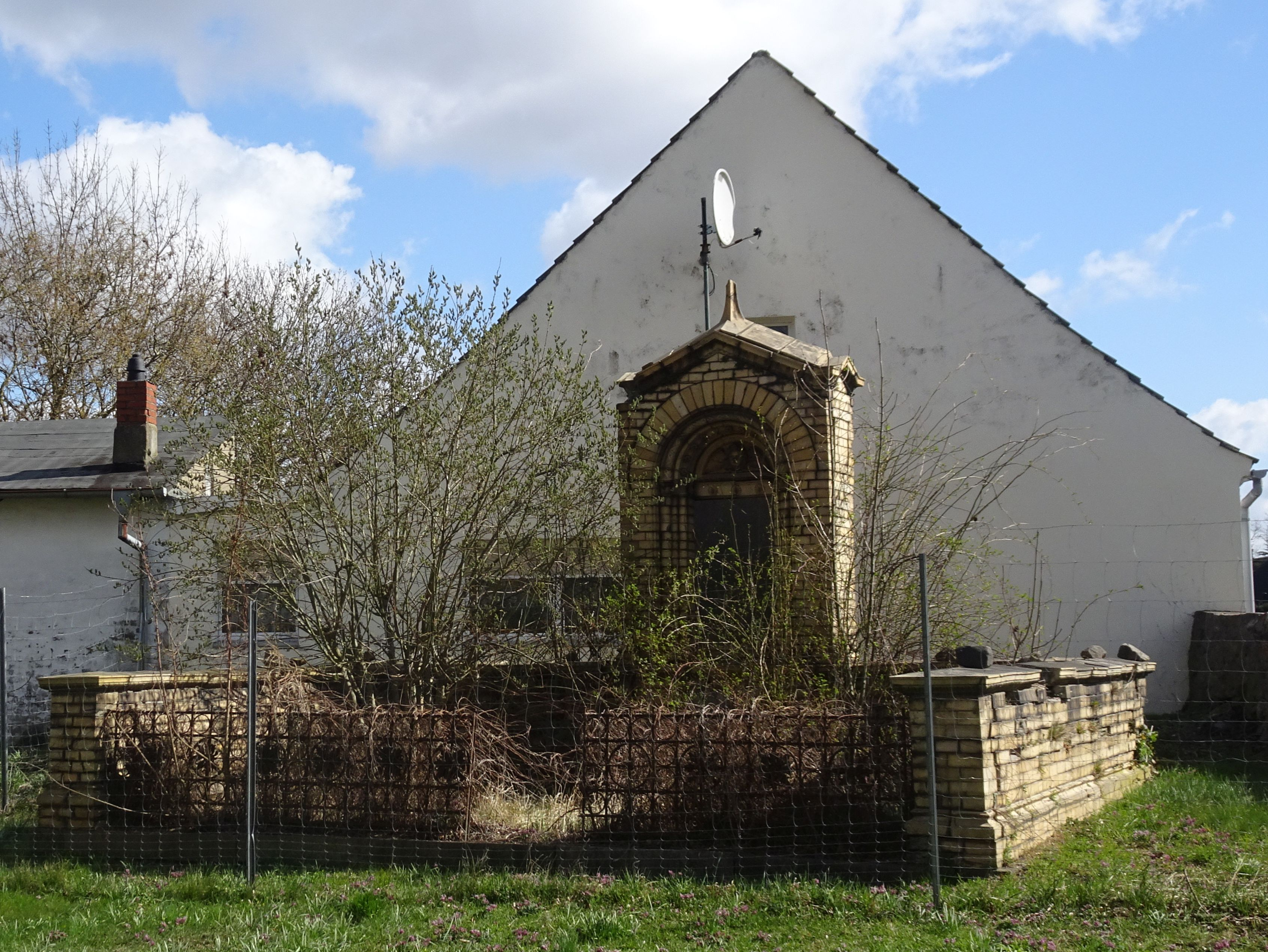
Familiengrab auf dem Friedhof an der Kirche von Brunow

Ferdinand Zenker wurde in einem für ihn und seine Familie errichteten Familiengrab auf dem Kirchhof von Brunow beigesetzt. Das Grab zählt zu den wichtigsten Beispielen einer spätklassizistischen Architekturgrabanlage auf dem Lande in Ostbrandenburg und ist eingetragenes Denkmal des Landes Brandenburg.

## Schriften
- An meine Kinder: Erinnerungen aus meinem Leben. Niedergeschrieben in den Jahren 1862 und 1863 von Ferdinand Zenker. Als Manuskript zum Druck befördert von seinen Kindern. Berlin: Joseph Royer 1864

Digitalisat, Bayerische Staatsbibliothek